# Truncatoflabellum stabile
Espèce
Statut CITES
Truncatoflabellum stabile est une espèce de coraux appartenant à la famille des Flabellidae.